# Вола
Вола — река в России, протекает по территории Медвежьегорского района Карелии. Вытекает из Верхнего Волозера, впадает в Беломорско-Балтийский канал (Волозеро). Длина реки — 23 км, площадь водосборного бассейна — 337 км².

## Данные водного реестра
По данным государственного водного реестра России относится к Балтийскому бассейновому округу, водохозяйственный участок реки — Бассейн Онежского озера без рр. Шуя, Суна, Водла и Вытегра, речной подбассейн реки — Свирь (включая реки бассейна Онежского озера). Относится к речному бассейну реки Нева (включая бассейны рек Онежского и Ладожского озера).
Код объекта в государственном водном реестре — 01040100612102000015778.